# Tost Gyula (országgyűlési képviselő)
Bányavölgyi Tost Gyula (Bányavölgy, 1846. november 16. – Budapest, 1929. október 24.) országgyűlési képviselő, vallás-és közoktatásügyi miniszter. 1890. december 31-én testvérével, Károllyal együtt megkapta a magyar nemesi címet.

## Élete
Miután a jogot elvégezte, 1871-ben kincstári ügyész lett. 1872 és 1878 között országgyűlési képviselő, majd 1887-től a Vallás- és Közoktatásügyi Minisztérium osztálytanácsosa volt. 1892-ben miniszteri tanácsossá és királyi közalapítványi igazgatóvá nevezték ki. 1906. március 6-ától 1906. április 8-áig vallás- és közoktatásügyi miniszter. Végül a ceglédi kerület gazdászati közalapítvány főtisztje.

## Családja
Tost József (1745–?) császári kertész, kertépítőként a schönnbrunni kastély parkját tervezte, 4 fia volt, Antal, Károly és Vencel József nádor szolgálatába állt, míg Tost Albert császári kertészként nyert alkalmazást a bécsi udvarnál, ahol édesapja munkáját folytathatta.
- Tost Antal: a Budai Királyi Vár királyi kertésze. 1849-ben a várostrom alatt kolerában halt meg.
- Tost Vencel: a „Nádorkert” kertésze (ez a mai Lágymányoson, a Budafoki út, Hengermalom utca, a Duna és a vasúti töltés között volt egykor).
- Tost Károly (1789-1852) az alcsúti kastély és a Margit-sziget kertésze, Munkáját fia, József folytatta.

- Tost Ferenc (Temesvár, 1875. - Budapest, 1933. október 26.), kertész, a Magyar Kereskedő Kertészek Országos Szövetségének megalapítója, 1913–24-ben kiadta A Magyar Kereskedő Kertész c. szaklapot. Megindította a Tost Kertészeti Hirdetője c. lapját (1920–1949).

- Tost Barnabás (Zboró, 1876. – Hejce, 1951), Tost László testvére, felsőházi tag, pápai prelátus, Fischer-Colbrie Ágoston püspök titkára, majd Kassa választott plébánosa. A Csehszlovákiában működő Országos Keresztény Szocialista Párt egyik szervezője, 1946-ban kiutasították Csehszlovákiából, a magyar hatóságok pedig Hejcére internálták.

- Tost László (Zboró, 1875. – Kassa, 1945.), Kassa városának magyar alpolgármestere, a Országos Keresztény Szocialista Párt egyik szervezője, a visszacsatolás után behívott országgyűlési képviselő. A város megmentésért összefogást szervezett, ezért a nyilasok elcsalták otthonából, a város szélén, a Csermely völgyben géppisztolysorozattal lőttek rá (1945 jan. 2.). Három nap múlva a műtőasztalon halt meg.

- Tost Gyula (1903. – Budapest, 1944. október 16.), Tost László fia, repülő alezredes, Horthy Miklós kormányzó szárnysegédje, Ambrózy Gyula mellett a Kiugrási Iroda vezetője. A kiugrási kísérlet kudarca után, a nyilas puccs másnapján öngyilkosságot követett el. (A temetésén két egymás melletti fejseb nyoma látszott a kötés alatt. Az őt őrizetben tartó németek azt állították, műtét miatt; megpróbálták megmenteni, hogy kihallgathassák.) Tost Gyula életdrámája Kovács András Októberi vasárnap című játékfilmjének alapja.